# Jean-Jacques Humann
Pour les articles homonymes, voir Humann.

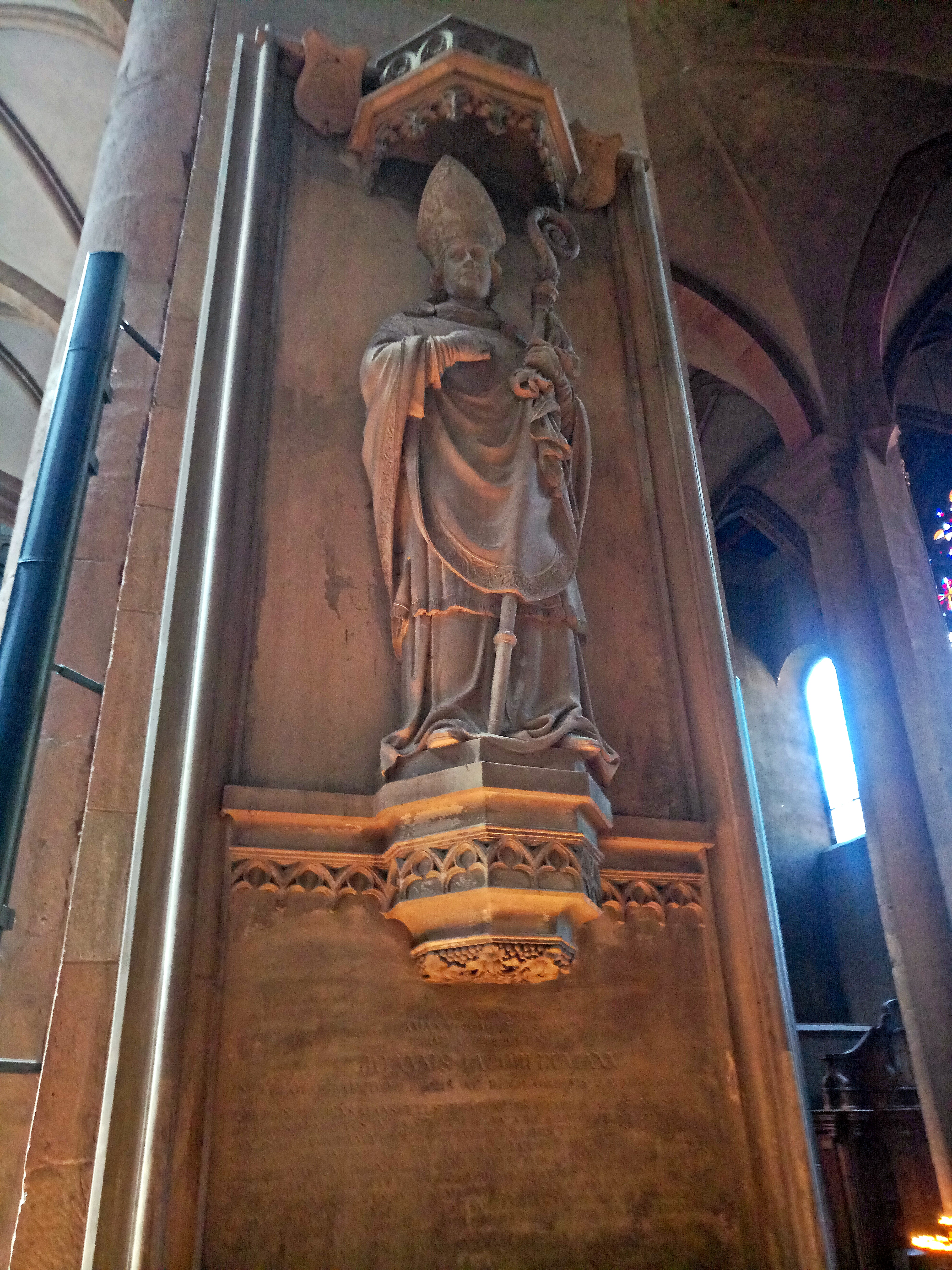
Épitaphe dans la cathédrale de Mayence

Jean-Jacques Humann, dit Johann Jakob Humann, (7 mai 1771, Strasbourg - 19 août 1834, Mayence), est un prélat, évêque de Mayence.

## Biographie
Humann fit ses premières études de 1782 à 1787 en la philosophie, la rhétorique et la théologie au collège royal de sa ville natale, entra en 1790 au Séminaire épiscopal et, après la dissolution de ce dernier par la Révolution, suivit le cardinal de Rohan et le personnel enseignant à Ettenheim, partie de la principauté-épiscopale de Strasbourg.
Ordonné prêtre à Bruchsal (principauté épiscopale de Spire) en 1796, il travailla dans le saint ministère en Franconie et dans la province rhénane, vécut quelque temps à Francfort comme précepteur, jusqu'à ce que l'évêque Joseph Ludwig Colmar de Mayence, son compatriote, qui le tenait en grande estime, l'appelât auprès de sa personne en qualité de secrétaire particulier (1802). L'année suivante, Humann fut nommé chanoine; en 1806, l'évêque lui fit accepter les fonctions de vicaire général du diocèse de Mayence. Après la mort de monseigneur Colmar, Humann administra l'évêché comme vicaire capitulaire de 1819 à 1830. Pendant ce temps, il refusa plusieurs évêchés de France qui lui furent offerts par l'entremise du ministre de Louis-Philippe, son frère. La cathédrale a un nouveau toit et la chœur est, en 1828, équipée avec une circulaire (plus tard enlevé) Dôme de Fer, conçu par l'architecte en chef Darmstadt Georg Moller.
Le nouvel évêque de Mayence, Joseph Vitus Burg (de), en prenant possession de son siège le 12 janvier 1830, le nomma doyen du Chapitre; mais ce prélat mourut déjà le 22 mai 1833 et Humann, élu évêque le 15 juillet, préconisé le 20 janvier 1834, fut sacré évêque de Mayence le 8 juin suivant par l'évêque de Fulda Johann Leonhard Pfaff (de) avec comme co-consécrateur Johann Baptist von Keller. Lui aussi n'administra cet évêché que peu de temps. Au grand chagrin du clergé et des fidèles, le zélé et pieux prélat mourut déjà le 20 août 1834. Il est auteur d'un « Lehr- und Gebetbuch für katholische Christen » qu'il publia sur l'ordre de Colmar, et qui vit plusieurs éditions. En 1836, des amis et admirateurs du défunt publièrent ses Sermons avec sa biographie.

### Frères et sœurs
Les parents de Georges Humann eurent treize enfants, dont :
- Louise Humann (1766-1836), passionnée de théologie, qui protégea le prêtre réfractaire Joseph Ludwig Colmar durant la Terreur. En 1802, elle s'installa à Mayence, dont Colmar était devenu l'évêque. Après la mort de Mgr Colmar (1818), elle revint à Strasbourg, où elle s'entoura de nombreux prédicateurs et théologiens catholiques (dont Bautain, qu'elle avait elle-même converti, Joseph Gratry, Henri de Bonnechose, ou Théodore Ratisbonne, futur fondateur de Notre-Dame de Sion).
- Georges Humann (1780-1842), financier et homme politique français. Il fut plusieurs fois ministre des Finances sous la monarchie de Juillet. Partisan du libéralisme économique, il fut nommé « député » (lobbyiste dirait-on de nos jours) par la chambre de commerce de Strasbourg. Ministre des Finances pendant 1832 et 1842.

## Sources
1. ↑  Édouard Sitzmann, Dictionnaire de biographie des hommes célèbres de l'Alsace : depuis les temps les plus reculés jusqu'à nos jours. Tome 1, edition F. Sutter, Rixheim, 1910